# Oliver Hazard Perry-klassen
Oliver Hazard Perry-klassen (ofte omtalt som Perry-klassen eller forkortet som OHP) er en fregatklasse bygget og udviklet til United States Navy. Klassen var et billigt design og blev produceret i et stort antal under den kolde krig. Klassen har også vist sig som en eksportsucces med tre flåder der har bygget enheder af klassen på licens og yderligere fire der har købt brugte enheder fra den amerikanske flåde.
Skibene er designet som luftforsvarsenheder, men er gradvist overgået til at fungere som antiubådsenheder og sejler i dag i samtlige hangarskibsgrupper.

## Historie

### Design og bygning
Konstruktionen af Oliver Hazard Perry-klassen begyndte i 1970'erne og designet gik tilbage til den daværende Chief of Naval Operations Elmo R. Zumwalt. Han ønskede en ny fregatklasse under betegnelsen patruljefregatter. I 1975 blev de omklassificeret som missilfregatter (FFG) og det første skib i klassen fik pennantnummeret FFG-7, dette var teknisk set imod klassificationsforskifterne da man i USA samtidig byggede Baleares-Klasse til Armada Española der fik numrene DEG-7 til DEG-12 da DE for Destroyer-eskorteskib (Destroyer Escort) blev betragtet som et fregatdesign og dermed brugte de numre som Perry-klassen fik tildelt. Navnet på det første skib og dermed skibsklassen blev valgt til ære for kommandørkaptajn Oliver Hazard Perry der ledte de amerikanske styrker til sejr i Slaget ved Lake Erie under den britisk-amerikanske krig i 1812.
Bygningen af de amerikanske skibe foregik på tre skibsværfter hvoraf de to er placeret på den amerikanske vestkyst: Todd Pacific Shipyards i Seattle, Washington og San Pedro, Californien. Det tredje værft der var placeret på østkysten var Bath Iron Works i Bath, Maine. Fra køllægning til søsætning gik der cirka 12 måneder, hvorefter et skib kunne indgå i aktiv tjeneste efter yderligere 12 til 20 måneder ved en udrustningskaj. Prisen på en enhed beløb sig til cirka 200 millioner amerikanske dollar i 1980-priser, hvoraf de cirka 50 millioner dollar gik til værftet.

### Modifikation
Oliver Hazard Perry-klassen blev bygget i to versioner. De er omtalt som Short Hull og Long Hull (Henholdsvis "kort-" og "langt skrog"). De første skibe i klassen er cirka 2,5 meter kortere end de nyere "Long Hulls" over alt. Ved vandlinjen er skibene lige lange. Forlængelsen betyder at hækken på de moderne skibe har en hældning på cirka 45°. Hovedforskellen består i der er blevet plads til en kapstan på fortøjningsdækket der tidligere var placeret på helikopterdækket samt en forstærkning af dette dæk hvilket har gjort klassen i stand til at benytte større og tungere helikoptere.

### Brugere
55 enheder blev bygget i USA hvoraf de fire var til den australske flåde (benævnt Adelaide-klassen), og yderligere to skibe blev bygget i Australien. Den spanske flåde konstruerede seks enheder (Santa María-klassen) under licens på det spanske Bazan-værft, mens Republikken Kina byggede otte Perries (Cheng Kung-klassen). Enkelte skibe af Short Hull-versionen blev ombygget til Long Hull og de resterende blev solgt til skrot eller udlandet, til blandt andet den polske flåde der købte to og den tyrkiske flåde der købte syv skibe samt et ekstra til reservedele. Derudover købte den egyptiske flåde fire enheder og Bahrain købte en. Den pakistanske flåde købte i 2010 den første udgåede Long Hull-version.
De fire skibe der blev bygget til Australien blev efterfølgende ombygget til "Long Hull"-standarden. De er, som alle de andre skibe i klassen 138 meter lange, dog er deres deplacement forøget en smule efter et moderniseringsprogram. De spanske enheder er 14,30 meter brede og dermed en smule bredere end de andre skibe i klassen. Skibene fra Taiwan benytter taiwansk elektronik.

### Nu og fremtiden
Den sidste amerikanske enhed i klassen, USS Simpson, udgik af flådens tal den 29. september 2015. Taiwan benytter stadig alle sine otte enheder og Spanien sine seks. Royal Australian Navy har sænket to af sine skibe som dykkervrag og moderniseret sine andre enheder så de forbliver i tjeneste til omkring 2015.
Erstatningen for Perry-klassen bliver ikke en klassisk fregattype, men derimod det relativt nyudviklede LCS-projekt, der består af to skibsklasser, Freedom- og Independence-klassen.

## Teknik

### Skrog
Skroget på en Perry-fregat er henholdsvis 133,5 og 135,9 meter langt og 13,7 meter bredt. Dybgangen under sonardomen er 7,50 meter og deplacementet er 3.600 og 4.100 tons for henholdsvis Short Hull og Long Hull.
Klassen har en ganske karakteristisk form hvor overbygningen fylder over halvdelen af skibets længde. I midten er overbygningen smallest. forrest i overbygningen finder man broen, radar-, sonar- og radioapparatrum. I den agterste del af overbygningen finder man helikopterhangaren hvor der er plads til to helikoptere. I den midterste del af overbygningen finder man radarmaster og skorsten.

### Fremdrivning
Enhederne i Perry-klassen bliver fremdrevet af to LM 2500 gasturbiner der driver en enkelt fembladet propel med 40.000 Hk. Skibet kan med denne fremdrivning opnå hastigheder på over 29 knob. På en enkelt turbine kan man nå 25 knob. I tilfælde af at gasturbinerne ikke virker findes der to elektriske hjælpemotorer på hver 350 Hk og er i stand til at fremdrive skibene med op til seks knob.

### Bevæbning
I starten var skibenes hovedbevæbning det enarmede Mk. 13 missilsystem til Standard Missile 1 (SM1-MR). I systemets magasin var der plads til 34 af disse luftforsvarsmissiler samt fire RGM-84 Harpoon. I starten af det 21. århundrede blev Mk. 13 systemet afmonteret på de amerikanske enheder da man vurderede at systemets effektivitet mod flyvende mål ikke var god nok. Af finansielle årsager blev klassen ikke udrustet med et nyt våbensystem som erstatning. Det er kun på de amerikanske enheder at systemet er blevet afmonteret.
Skibene er desuden udstyret med en 76 mm Oto Melare Compact kanon placeret cirka midtskibs oven på overbygningen. Denne kanon har en skudkadence på op til 80 skud i minuttet og en rækkevidde på 10 sømil mod både luft- og sømål. Skibene er desuden udstyret med en Phalanx CIWS der er placeret oven på hangaren. Imod ubåde er klassen udstyret med to tredobbelte torpedorør til enten Mk. 46 eller Mk. 50 letvægtstorpedoer. Skibenes helikoptere kan desuden udstyres med våben og sensorer til overfladekrigsførelse eller antiubådskrigsførelse.

### Elektronik
Skibene er udstyret med en AN/SPS-49 fra Raytheon men en teoretisk rækkevidde på op til 300 sømil. Som overfladevarslingsradar benyttes en AN/SPS-55 der kan erkende mål ud til 50 sømils afstand. I den runde radome over broen findes en Mk. 92 ildledelsesradar der styrer skibenes kanonsystem såvel som luftforsvarsmissiler. I skibenes bov er der placeret en AN/SQS-56 sonar, der kan arbejde både aktivt og passivt. I de lange enheder er der desuden en AN/SQR-19-TASS. Begge sonarsystemer præsenterer sine data i kampinformationssystemet AN/SQQ-89 der er designet til antiubådskrigsførelse.
Til elektronisk krigsførelse er skibene udstyret med AN/SLQ-32-systemet. Antennerne, der er placeret på skibets højeste mast fungerer både som et ESM-system og som et ECM-system. Til at supplere AN/SLQ-32-systemet er skibene udrustet med Mark 36 SRBOC, der kan vildlede indkomne missiler ved hjælp af chaff og flares. Til at vildlede torpedoer er skibene udrustet med Nixie-systemet, der imiterer lyden af et skib og dermed får torpedoen til at søge på systemet i stedet for skibet.

### Luftfartøjer
Skibene i Oliver Hazard Perry-klassen har til ubådsjagt to Sikorsky SH-60 Seahawk helikoptere der opererer ud fra hangaren og helikopterdækket på agterdækket. For at helikopterne kan lande selv i hård sø er skibene udrustet med RAST-systemet (Recovery Assist Securing and Traversing) – et trossesystem der kan "trække" helikopteren ned på helikopterdækket.
Short Hull-versionen kan kun medbringe to Kaman SH-2 Seasprite da kapstanden der står på agterdækket er i vejen for den noget større Seahawk helikopter.

## Opgavekompleks
Fregatternes opgavekompleks inkluderer eskorteskib for hangarskibe og kommandoskib for fragtkonvojer. De skulle fungere i samarbejde med fregatter af Knox-klassen der primært var udstyret til ASW, hvorimod Perry-klassen var beregnet til luftforsvar. Selvom skibene har mistet deres luftforsvars- og antiskibsmissiler har de stadig en del at bidrage med i beskyttelsen af en ubevæbnet konvoj. Fregatternes to helikoptere kan benyttes til at erkende undervandsbåde på stor afstand og nedkæmpe eller holde disse væk fra konvojen.
Skibenes hovedopgave ligger i den indre forsvarsring i en hangarskibsstyrke hvor de fungerer som sidste forsvarslinje mod missiler såvel som en radarforpost.

## Uheld og kamphandlinger
Efter flere små beskadigelser efter grundberøringer og kollisioner under øvelsesvirksomhed blev to enheder under Iran-Irak krigen svært beskadiget. Den første var USS Stark (FFG-31) der blev ramt af to MM.38 Exocet missiler. Resultatet var 37 døde og 21 såret. Der blev forrettet skader for 142 millioner dollar.
Den 14. april 1988 løb USS Samuel B. Roberts (FFG-58) i samme konflikt på en iransk sømine hvorved der sprængtes et hul på fem meter i skroget og maskinrummet blev oversvømmet. Ti sømænd mistede livet. Skibet blev transporteret tilbage til USA på dokskibet Mighty Servant 2.